# Mysis
Mysis is een geslacht van aasgarnalen uit de familie van de Mysidae.

## Soorten
- Mysis amblyops G. O. Sars, 1907
- Mysis caspia G. O. Sars, 1895
- Mysis diluviana Audzijonytė & Väinölä, 2005
- Mysis gaspensis O. Tattersall, 1954
- Mysis litoralis (Banner, 1948)
- Mysis macrolepis G. O. Sars, 1907
- Mysis microphthalma G. O. Sars, 1895
- Mysis mixta Lilljeborg, 1853
- Mysis nordenskioldi Audzijonytė & Väinölä, 2007
- Mysis oculata (Fabricius, 1780)
- Mysis polaris Holmquist, 1859)
- Mysis relicta Lovén, 1862
- Mysis salemaai Audzijonytė & Väinölä, 2005
- Mysis segerstralei Audzijonytė & Väinölä, 2005
- Mysis stenolepis Smith, 1873